# 2008 en jeu vidéo
Cet article présente les faits marquants de l'année 2008 concernant le jeu vidéo.

## Jeux les plus vendus
Le jeu multi-support le plus vendu est Grand Theft Auto IV qui s'est écoulé à plus de 9 millions d'exemplaires versions PS3 et Xbox 360 cumulées.
Le jeu exclusif à une seule console le plus vendu dans le monde en 2008 est Wii Fit sur Wii. Le 30 septembre 2008, 8,7 millions d'unités s'étaient écoulées dans le monde.

## Principaux événements

### Annonces
- 28 juin : Blizzard Entertainment annonce Diablo III lors du Worldwide Invitational à Paris.
- juillet : Fusion d'Activision et Vivendi Games (maison mère de Blizzard Entertainment) formant une nouvelle entité : Activision Blizzard[1].
- 14 juillet : Square Enix annonce l'adaptation sur Xbox 360 de Final Fantasy XIII au cours de l'E3. La licence Final Fantasy était depuis Final Fantasy VII l'une des exclusivités majeures de Sony (au même titre que Metal Gear ou Gran Turismo).
- 20 août : Sony Computer Entertainment dévoile un nouveau modèle de PlayStation Portable, nommé PlayStation Portable 3000, lors de la Games Convention[2].
- 2 octobre : Nintendo lève le voile sur sa nouvelle console portable, la DSi[3].
- Les trophées apparaissent pour la première fois avec la PlayStation 3.
  - Super Stardust HD est le premier jeu à posséder des trophées depuis sa mise à jour.

### Sorties marquantes
- 11 avril : sortie de Mario Kart Wii.
- 25 avril : sortie de Wii Fit sur Wii en Europe. Le 30 octobre 8,7 millions de copies se sont écoulées dans le monde.
- 29 avril : sortie de Grand Theft Auto IV sur PlayStation 3 et Xbox 360. 6 millions d'exemplaires sont vendus dans le monde la première semaine, et 8,5 millions le premier mois[4].
- 12 juin : sortie de Metal Gear Solid 4: Guns of the Patriots sur PlayStation 3. Le 26 juin, un million d'exemplaires s'étaient écoulés en Europe.
- 27 juin : sortie de Super Smash Bros. Brawl en Europe[5].
- 1er novembre : sortie de la DSi au Japon. Le 3 novembre, Nintendo fait état de près de 170 000 exemplaires vendus dans l'archipel nippon[6].
- 7 novembre : sortie française de Gears of War 2.
- 13 novembre : sortie de l'extension World of Warcraft: Wrath of the Lich King sur Windows et Mac OS X.
- 21 novembre : sortie européenne de Tomb Raider: Underworld.

### Salons et manifestations
- 7 janvier - 10 janvier : Consumer Electronics Show 2008 à Las Vegas
- 22 mars - 24 mars : Gamers Assembly 2008 à Poitiers[7]
- 28 juin - 29 juin : Blizzard Worldwide Invitational 2008 à Paris
- 15 juillet - 17 juillet : E3 2008 à Los Angeles
- 31 juillet - 3 août : QuakeCon 2008 à Dallas
- 20 août - 24 août : Games Convention 2008 à Leipzig (début le 18 août pour les développeurs)
- 26 septembre - 28 septembre : Festival du jeu vidéo 2008 à Paris
- 3 octobre - 5 octobre : Entertainment for All Expo 2008 à Los Angeles
- 9 octobre - 12 octobre : Tokyo Game Show 2008 à Mihama-ku, Chiba, Japon
- 10 octobre - 11 octobre : BlizzCon 2008 à Anaheim, Californie
- 31 octobre - 3 novembre : Micromania Game Show 2008 à Paris
- 29 novembre - 30 novembre : Toulouse Game Show 2008 à Toulouse

## Principales sorties de jeux
Les jeux suivants sont sortis au cours de l'année 2008 (liste non exhaustive) :
- Age of Conan: Hyborian Adventures (Windows)
- Alone in the Dark (Windows, PlayStation 2, PlayStation 3, Wii, Xbox 360)
- Army of Two (PlayStation 3, Xbox 360)
- Banjo-Kazooie: Nuts and Bolts (Xbox 360)
- Battlefield: Bad Company (PlayStation 3, Xbox 360)
- Burnout Paradise (PlayStation 3, Xbox 360)
- Call of Duty: World at War (Windows, PlayStation 3, Xbox 360, Wii, DS)
- Command and Conquer : Alerte rouge 3 (Windows, PlayStation 3, Xbox 360)
- De Blob (Wii)
- Dead Space (Windows, PlayStation 3, Xbox 360)
- Devil May Cry 4 (Windows, PlayStation 3, Xbox 360)
- Disaster: Day of Crisis (Wii)
- Fable II (Xbox 360)
- Fallout 3 (Windows, PlayStation 3, Xbox 360
- Far Cry 2 (Windows, PlayStation 3, Xbox 360)
- FIFA 09 (Windows, PlayStation 2, PlayStation 3, Wii, Xbox 360, PSP, DS, Mobiles)
- FIFA Street 3 (PlayStation 3, Xbox 360, DS)
- Final Fantasy Crystal Chronicles: My Life as a King (WiiWare)
- Fire Emblem: Shadow Dragon (Nintendo DS)
- Frontlines: Fuel of War (Windows, Xbox 360)
- Gears of War 2 (Xbox 360)
- Grand Theft Auto IV (PlayStation 3, Xbox 360)
- Guitar Hero: World Tour (PlayStation 3, Wii, Xbox 360)
- Haze (PlayStation 3)
- Inazuma Eleven (Nintendo DS) (Sortie japonaise)
- Left 4 Dead (Windows, Xbox 360)
- Lego Batman, le jeu vidéo (Windows, PlayStation 2, PlayStation 3, Wii, Xbox 360, DS,PSP)
- Little Big Planet (PlayStation 3)
- LostWinds (WiiWare)
- Mario Kart Wii (Wii)
- Metal Gear Solid 4: Guns of the Patriots (PlayStation 3)
- Mirror's Edge (Windows, PlayStation 3, Xbox 360)
- MotorStorm: Pacific Rift (PlayStation 3)
- Naruto: Ultimate Ninja Storm (PlayStation 3)
- Ninja Gaiden II (Xbox 360)
- Nitrobike (Wii)
- No More Heroes (Wii)
- Overclocked : Thérapie de choc (Windows)
- Pirates of the Burning Sea (Windows)
- Prince of Persia (Windows, PlayStation 3, Xbox 360, Wii, DS)
- Pro Evolution Soccer 2009 (Windows, PlayStation 2, PlayStation 3, Xbox 360, PSP)
- Professeur Layton et l'Étrange Village (DS)
- 007: Quantum of Solace (Windows, PlayStation 2, PlayStation 3, Xbox 360, Wii, DS
- Rayman Prod' présente : The Lapins Crétins Show (Wii, DS)
- Resistance 2 (PlayStation 3)
- STALKER: Clear Sky (Windows)
- Saints Row 2 (Windows, PlayStation 3, Xbox 360, Mobiles)
- Savage 2: A Tortured Soul (Windows, Linux)
- Silent Hill: Homecoming (PlayStation 3, Xbox 360)
- Sonic Unleashed : La Malédiction du Hérisson (Xbox 360, PlayStation 3, Wii, PlayStation 2)
- SoulCalibur IV (PlayStation 3, Xbox 360)
- Spider-Man : Le Règne des ombres (Windows, PlayStation 2, PlayStation 3, Wii, Xbox 360, PSP, DS)
- Spore (Windows, Mac OS X, DS, Mobiles)
- Star Wars : Le Pouvoir de la Force (PlayStation 2, PlayStation 3, Wii, Xbox 360, DS,PSP)
- Star Wars: The Clone Wars - Duels au sabre laser (Wii)
- Star Wars: The Clone Wars - L'Alliance Jedi (DS)
- Street Fighter IV (Windows, PlayStation 3, Xbox 360)
- Super Smash Bros. Brawl (Wii)
- Tales of Vesperia (Xbox 360)
- The Club (Windows, PlayStation 3, Xbox 360)
- The Last Remnant (Xbox 360)
- Tomb Raider: Underworld (Windows, PlayStation 2, PlayStation 3, Wii, Xbox 360, DS)
- Top Spin 3 (PlayStation 3, Wii, Xbox 360, DS)
- TrackMania DS (DS)
- Turok (Windows, PlayStation 3, Xbox 360)
- Valkyria Chronicles (PlayStation 3)
- Warhammer Online: Age of Reckoning (Windows)
- Wii Fit (Wii)
- Wii Music (Wii)
- Wipeout HD (PlayStation 3)
- World of Goo (Windows, Mac OS X, Linux en 2009)
- World of Warcraft: Wrath of the Lich King (Windows, Mac OS X)
- WWE SmackDown vs. Raw 2009 (PS3, Xbox 360, Wii, PS2, DS, PlayStation Portable)
- Yakuza Kenzan! (PlayStation 3)